# دير البرشا (قرية)
قرية دير البرشا هي إحدى القرى التابعة لمركز ملوى بمحافظة المنيا في جمهورية مصر العربية. حسب إحصاءات سنة 2006، بلغ إجمالي السكان في دير البرشا 14297 نسمة، منهم 6996 رجلا و7301 امرأة.